# Голяма Акра
Голяма Акра (на английски: Greater Accra) е регион в югоизточната част на Гана и има излаз на Атлантическия океан. Площта на региона е 3245 квадратни километра, а населението е 4 831 710 души (по изчисления от септември 2018 г.). Столицата на региона е град Акра, който е столица и на цяла Гана. Голяма Акра е разделен на 6 общини.